# Pléiades du Sud
Pour les articles homonymes, voir Pléiade.
Les pléiades du Sud sont un groupe d'îlots de Nouvelle-Calédonie dans les Iles Loyauté.

## Composition
- Île Angemeec (ou Anematch)
- Banya Nord
- Banya Sud
- Île Gece
- Île Gee (ou Gue)
- Île de Long Island
- Île Metouaine
- Île Su (ou Sou)
- Île Ujeeteetr (ou Dietetch)